# Espostoa blossfeldiorum
Espostoa blossfeldiorum là một loài thực vật có hoa trong họ Cactaceae. Loài này được (Werderm.) Buxb. mô tả khoa học đầu tiên năm 1959.

## Hình ảnh

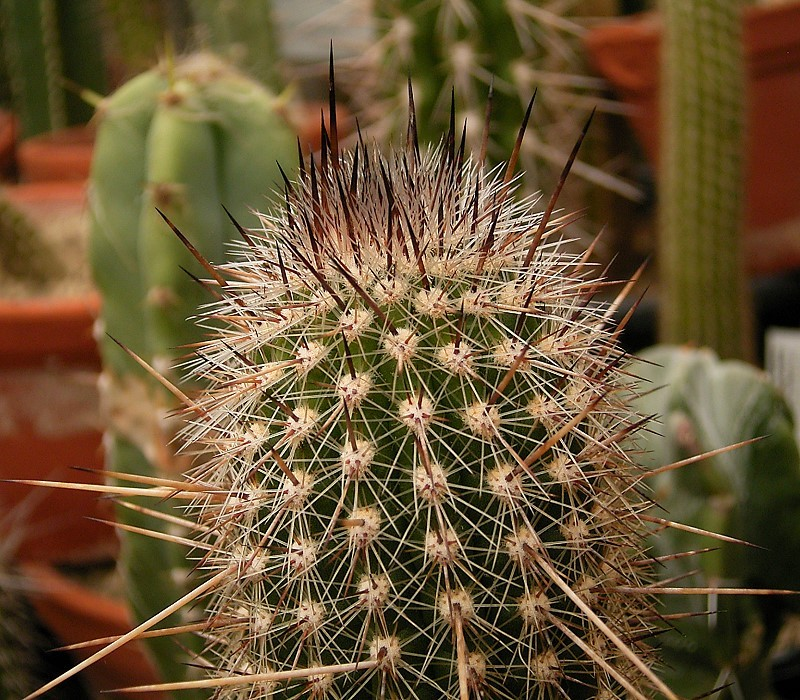
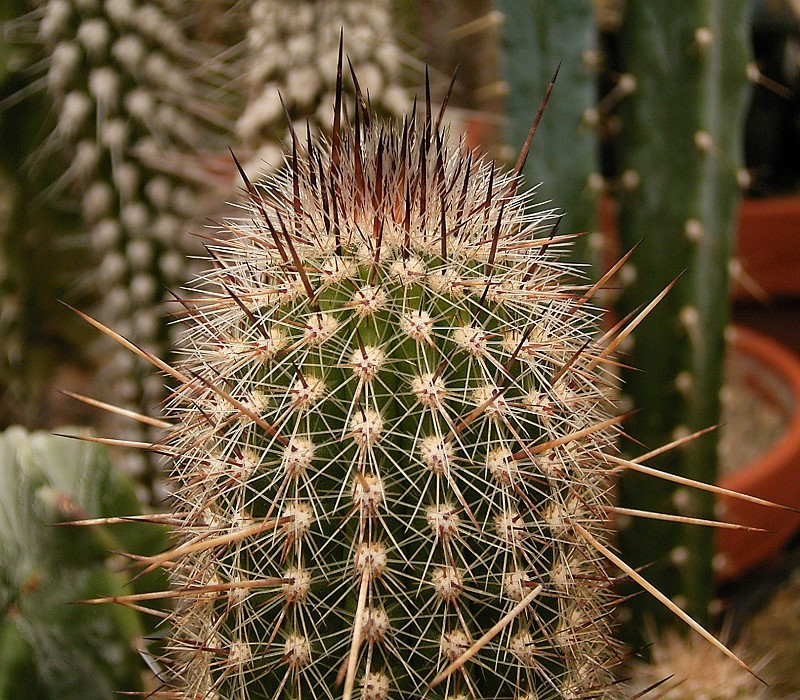
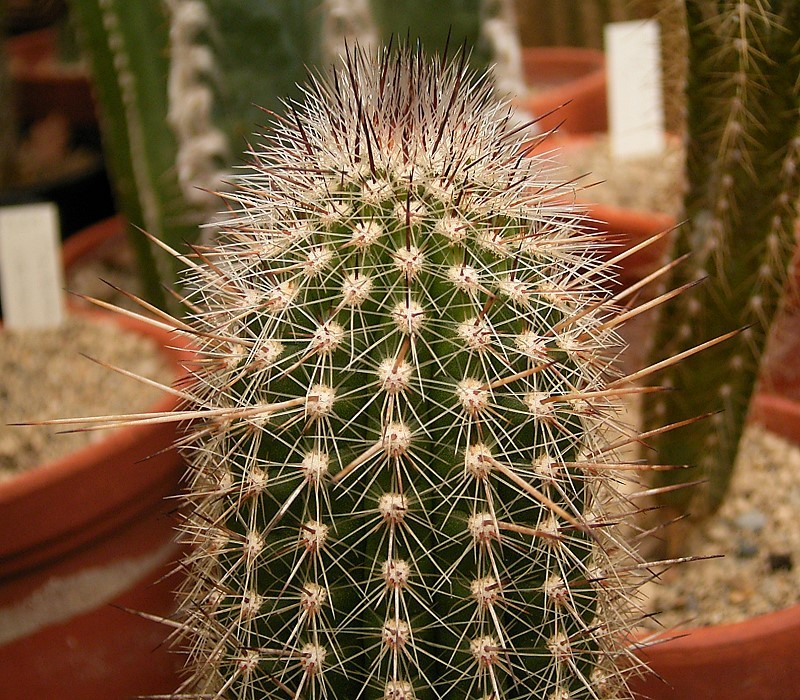